# Hertogdom Neder-Lotharingen
Het hertogdom Neder-Lotharingen was in de vroege middeleeuwen het noordelijke deel van het Middenrijk tussen Frankrijk (West-Frankenrijk) en Duitsland (Oost-Frankenrijk).
Als synoniem voor Neder-Lotharingen wordt al eens in het Nederlands Lotharijk en in het Frans Lothier gebruikt; in tegenstelling tot Lorreinen of Lorraine voor Opper-Lotharingen. 
Neder-Lotharingen omvatte grosso modo 
- het huidige Nederland: Noord-Brabant en Limburg maakten deel uit van het hertogdom en stonden onder controle van de hertog, terwijl de Friese gebieden de jure deel uitmaakte van het hertogdom.
- België zonder het graafschap Vlaanderen : 
  - Brabantgouw met graafschap Brussel, markgraafschap Ename, landgraafschap Brabant
  - Henegouw met graafschap Bergen en mark Valencijn (vanaf 1071 graafschap Henegouwen)
  - Lommegouw vanaf 1011 graafschap Namen
  - Ardennengouw
  - Haspengouw vanaf 1003 graafschap Leuven, vanaf 1040 graafschap Loon
  - graafschap Chiny (vanaf 971)
  - graafschap Duras
  - graafschap Montaigu, met bijhorend graafschap Clermont-sous-Huy, ook genoemd Clermont-aan-de-Maas
  - graafschap Rochefort
  - graafschap Luxemburg (vanaf 963)
  - en vanaf 1064 graafschap Limburg
  - markgraafschap Antwerpen
  - en het prinsbisdom Luik (985) met het latere hertogdom Bouillon en het abdijvorstendom Stavelot-Malmedy met zijn vorst-abt
- een deel van Noord-Frankrijk: markgraafschap Valencijn en Kamerijk van de graaf-bisschop van Kamerijk, maar zonder het graafschap Artesië
- en delen van Duitsland tot aan de Rijn, inbegrepen Aken, Keulen met  Gulikgouw, het latere graafschap Gulik, graafschap Kleef (1021), Bidgouw en keurvorstendom Keulen plus het gebied Oost-Friesland,

Lotharingen was een onafhankelijk Karolingisch koninkrijk van 855 tot 900, maar kon dit statuut niet behouden. Lotharingen was gelegen in het stroomgebied van Maas, Moezel en Rijn, het oude stamland van de Karolingers. Na korte tijd tussen 890-910 bij het Duitse rijk (Oost-Francië) te zijn gevoegd, riepen de Lotharingse groten de West-Frankische koning Karel de Eenvoudige ook tot hun koning uit. Nadat het gebied onder de Duitse koningen een hertogdom was geweest (tussen ca. 900-910), werd na de heraansluiting bij het Duitse keizerrijk in 923 het hertogschap opnieuw ingesteld en kreeg het statuut van koninklijk ambtsleen. De Elzas (Straatsburg) verliet Lotharingen voor het hertogdom Zwaben.
In 959 werd Lotharingen opgedeeld in de vicehertogdommen Neder- en Opper-Lotharingen onder het overstijgend hertogdom van Bruno, aartsbisschop van Keulen. Godfried van Neder-Lotharingen, zoon van paltsgraaf Godfried van Gulik, werd de eerste hertog van Neder-Lotharingen. In 977 werden deze twee territoria volwaardige hertogdommen: Lotharingen (Neder-Lotharingen of rest-Lotharingen) en het Hertogdom van de Moezel (Opper-Lotharingen). Neder-Lotharingen kwam kerkelijk overeen met de toenmalige kerkprovincie van het aartsbisdom Keulen, met als suffragaan-bisschoppen Utrecht, Luik en Kamerijk. Karel, de verbannen jongere broer van koning Lotharius van Frankrijk werd door zijn neef keizer Otto II tot hertog benoemd. Zijn zoon Otto (991-1012) volgde hem op en werd de laatste Karolinger in Neder-Lotharingen.

## Het gezag van de hertogen tijdens de 11e eeuw
Tijdens de 11e eeuw verleende de koning van Duitsland in deze functie of als keizer van het heilige Roomse Rijk aan zijn hertogen militaire en juridische taken. Die bestond er onder meer in de westelijke grens met het graafschap Vlaanderen, gevormd door de Schelde te verdedigen. Verder stonden ze in voor de instandhouding van de pax publica of openbare vrede in het hertogdom en de voogdij over de kerkelijke instellingen. Godfried van Bouillon verdedigde de belangen van de abdij van Sint-Truiden en die van de abdij van Sint-Hubertus.
Keizer Hendrik II stelde Godfried graaf van Verdun aan (1012-1023). Dit leidde tot een conflict in 1012 en 1015 met graaf Lambert I van Leuven die zelf deze functie ambieerde. Zijn zoon Gozelo I van Verdun (1023-1044) werd hertog van Neder- en Opper-Lotharingen (1033-1044). 
Om de macht van de graaf van Verdun te beperken werd de zoon Godfried II van Lotharingen door keizer Hendrik III enkel beleend met Opper-Lotharingen. Godfrieds oudere zwakzinnige broer Gozelo II van Neder-Lotharingen werd hertog (1044-1046) van Neder-Lotharingen en na zijn overlijden stelde Keizer Hendrik III Frederik van Luxemburg aan (1046-1065). Godfried kwam in opstand samen met Boudewijn V van Vlaanderen, graaf van Vlaanderen en Dirk IV van Holland, graaf van Holland. Uiteindelijk verloor Godfried. Godfried getrouwd met Beatrix van Lotharingen, weduwe van de markgraaf Bonifatius III van Toscane, verloor zijn titel en vertrok naar zijn Italiaanse gebieden. Hij keerde terug en nam deel aan de Staatsgreep van Kaiserswerth in 1062 tegen de keizerregentes Agnes van Poitou (1024-1077). Godfried werd na de dood van Frederik alsnog hertog van Neder-Lotharingen (1065-1069). Frederiks schoonzoon, Udo van Limburg, werd de eerste graaf van Limburg.  
Godfrieds II zoon, Godfried III (1069-1076), werd vermoord in opdracht van graaf Dirk V van Holland en zijn stiefvader graaf van Vlaanderen Robrecht I de Fries. Godfried was in strijd met de graaf van Holland  in opdracht van de keizer. 
Keizer Hendrik IV schonk vervolgens het hertogdom aan zijn tweejarige zoon Koenraad. 
In 1089 kreeg de neef van Godfried III, Godfried van Bouillon, als trouwe vazal van de keizer het hertogdom in handen (1089-1100). In 1096 verpandde hij zijn bezittingen en sloot zich aan bij de Eerste Kruistocht en in 1099 veroverde hij Jeruzalem en werd de eerste koning van Jeruzalem.
Hendrik I van Limburg (1101-1106), zoon van Udo werd benoemd door keizer Hendrik IV tot opvolger, maar moest zijn functie opgeven omdat hij trouw bleef aan de afgezette keizer Hendrik IV na de coup van diens zoon, de latere keizer Hendrik V.
Opmerkelijk is dat de hertog weinig eigen grondbezit had. Als militair had hij slechts de beschikking over Herstal en de rijksstad Aken als allodium. Ook later, als hertog van Brabant bezaten de hertogen in de 11e eeuw enkel goederen te Genepiën, Baisy en Asse.

## Neder-Lotharingen en het hertogdom Brabant in de 12e eeuw
In 1106 ging de titel van hertog van (Neder-)Lotharingen over op Godfried I	(1106-1128), graaf van Leuven en landgraaf van Brabant, achterkleinkind van Lambert I van Leuven. Hij was de grondlegger van het latere hertogdom Brabant. Godfried verloor zijn titel aan Walram I 'Paganus' van Limburg (1128-1139), zoon van Hendrik I, na steun aan de verkeerde kandidaat keizer in 1125.
Na de dood van Walram in 1139 stelde koning Koenraad III voor om het hertogdom Neder-Lotharingen te delen in west en oost tussen Godfried II van Leuven en Hendrik II van Limburg. De onderhandelingen mislukten en Godfried versloeg Hendrik en verkreeg het markgraafschap Antwerpen. Beiden noemden zich nu hertog.
Godfried III van Leuven volgde in 1142 zeer jong zijn vader op. In 1155 trouwde hij met de dochter van Hendrik II, Margaretha van Limburg om einde te maken aan de strijd. In 1172 moest hij echter een nederlaag incasseren tegen Boudewijn V van Henegouwen die zijn oom Hendrik I van Namen kwam helpen. Hendrik III van Limburg en Godfried probeerde namelijk hun hertogelijk gezag te laten erkennen over het graafschap Luxemburg en het graafschap Namen.
In 1183 verwierf Hendrik I de titel hertog van Brabant. Zijn vader Godfried onderscheidde zich bij de verdediging van de stad Jeruzalem tegen Saladin. Als beloning verhief keizer Frederik I Barbarossa het landgraafschap Brabant tot hertogdom. 
Het territoriaal gezag van de hertog van Neder-Lotharingen werd in 1190, na de dood van Godfried III, opgeheven tijdens de Rijksdag van Schwäbisch Hall van het Heilige Roomse Rijk. Daarbij werd vastgelegd dat zijn erfopvolger Hendrik, hertog van Brabant, het hertogelijk gezag slechts mocht uitoefenen binnen zijn eigen gebieden en rijkslenen.

## Epiloog van Neder-Lotharingen
De hertogelijke titel bleef eeuwen tot de verbeelding spreken en werd het streefdoel van macht dankzij rivaliteit en gebiedsexpansie door meerdere graven van het oude Neder-Lotharingen: vooreerst de graaf van Leuven die hertog van Brabant werd; de graaf van Limburg werd hertog van Limburg; de graaf van Gelre werd hertog van Gelre/Gelderland; de graaf van Luxemburg werd hertog van Luxemburg; de heer van Bouillon werd hertog van Bouillon (15de eeuw); de baron van Aarschot werd hertog van Aarschot (16de eeuw).
Na René van Anjou begonnen de graven van de Moezel zich ook Duc de Lorraine te noemen, waardoor de naam Lotharingen uiteindelijk overging op het Franse deel. De hertogelijke titel van Neder-Lotharingen, veelal verfranst tot 'Duché de Lothier', bleef als gezagsloze eretitel tot op het einde van het ancien régime (1795) bestaan; de hertogen van Bourgondië alsook de Spaanse en Oostenrijkse Habsburgers noemden zich 'duc de Lothier'.

## Pogingen tot hereniging
Vanaf Filips de Goede gebruikten de hertogen van Bourgondië de titel als rechtvaardiging in hun pogingen de Nederlanden te verenigen. Dit slaagde slechts ten dele, in het oosten kwamen zij uiteindelijk niet verder dan Gelre.
Ook Willem Frederik van Oranje-Nassau deed bij het Congres van Wenen nog een poging het vroegere Neder-Lotharingen tot aan Rijn en Moezel te verkrijgen. Dit stuitte op weerstand van Pruisen, waardoor hij slechts Luxemburg verkreeg, met bovendien een Pruisisch garnizoen in Luxemburg-stad.

## Wapenschild van Neder-Lotharingen
Het typische wapenschild vinden we onder meer terug in het stadswapen van Leuven, de provincievlag van Vlaams-Brabant, de stad Bouillon en de republiek Oostenrijk (via het huis Habsburg-Lotharingen).

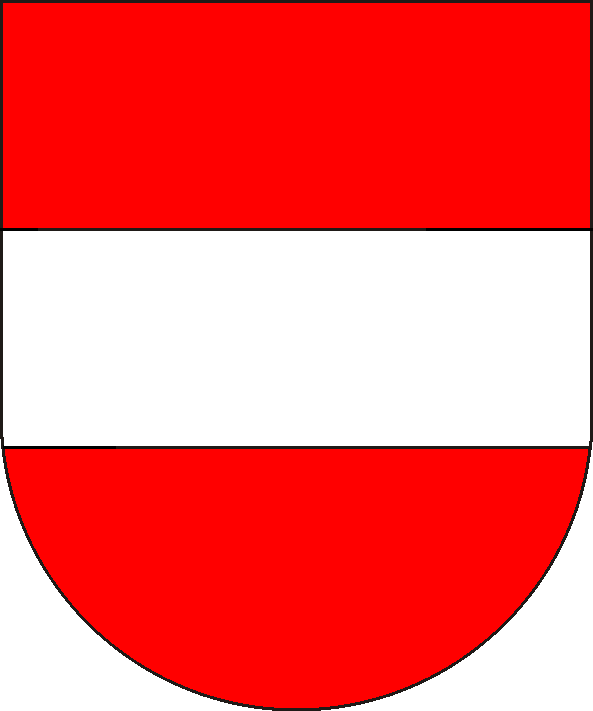
wapen van Neder-Lotharingen zoals gevoerd door de hertogen van Brabant
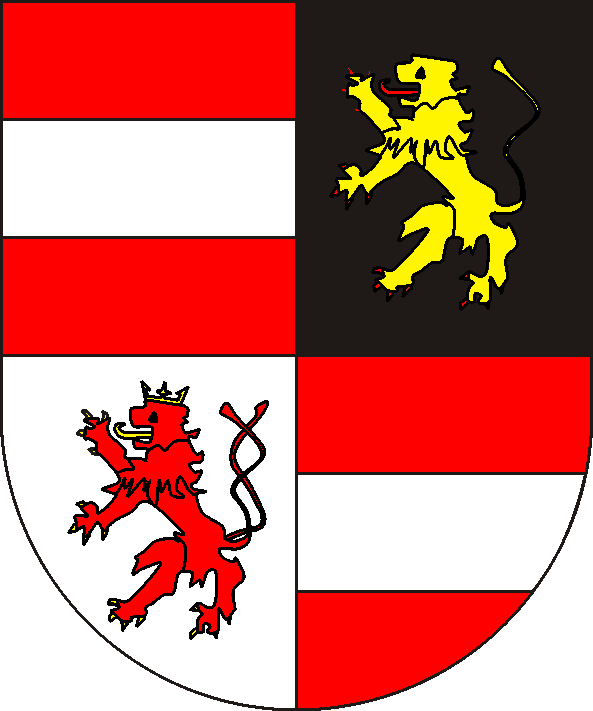
wapen van de hertogen van Brabant en Limburg; 1 en 4: Neder-Lotharingen, 2: Brabant, 3: Limburg
Vlag van Noord-Brabant, gebaseerd op de Lotharingse kleuren rood en wit